# Cercoptera banonii
Cercoptera banonii là một loài bọ cánh cứng trong họ Cerambycidae.